# Jasenice (Zadar)
Pour les articles homonymes, voir Jasenice.
Jasenice est un village et une municipalité située dans le comitat de Zadar, en Croatie. Au recensement de 2001, la municipalité comptait 1 329 habitants, dont 96,69 % de Croates et le village seul comptait 1 224 habitants.

## Localités
La municipalité de Jasenice compte 2 localités : Jasenice et Zaton Obrovački.